# Elecciones presidenciales de Filipinas de 1986
Las elecciones presidenciales de Filipinas de 1986, conocidas popularmente como las Elecciones Complementarias, se llevaron a cabo el 7 de febrero de 1986. Fueron unas elecciones que tuvieron un carácter histórico para el país, ya que en la práctica significaron el final del régimen represivo y corrupto de Ferdinand Marcos, y la llegada al poder de Corazón Aquino, que inició la transición hacia la democracia, dando comienzo al período conocido como Quinta República.
Hasta la actualidad estas elecciones son objeto de debate, debido a muchas discrepancias con respecto al número de votos, y al ganador claro. Los dos candidatos principales, Corazón Aquino y Ferdinand Marcos, en representación de la coalición UNIDO y el partido KBL respectivamente, ganaron las elecciones según los diferentes conteos de las dos comisiones electorales NAMFREL, Movimiento Nacional de Ciudadanos para Elecciones Libres, que era favorable a Aquino, y la Comisión de Elecciones ligada al gobierno. En la actualidad, está ampliamente dado por hecho que Aquino ganó las elecciones, y que el gobierno de Marcos cometió fraude en el recuento de votos de la Comisión de Elecciones. A pesar de que no se pudo saber a cierta ciencia, la supuesta derrota de Marcos destruyó cualquier legitimidad para su gobierno y propició su pronta caída el 25 de febrero, tan solo unas semanas más tarde, por medio de la Revolución del Poder del Pueblo.

## Antecedentes

### Influencia de los medios de comunicación
Después de ser incitado por un periodista estadounidense, el dictador y presidente Ferdinand Marcos declaró que habría una elección presidencial anticipada durante una entrevista en el programa de asuntos políticos de la American Broadcasting Company, This Week with David Brinkley en noviembre de 1985. El 3 de diciembre, el Batasang Pambansa (parlamento del régimen) aprobó el adelanto de las elecciones para el 7 de febrero de 1986. El 4 de febrero, Marcos decretó que el 6 y el 7 serían considerados días festivos especiales para "dar a todos los votantes registrados la plena oportunidad de ejercer su derecho al sufragio".
El asesinato del senador Benigno Aquino el 21 de agosto de 1983 revivió a la prensa oposicionista, y exaltó también a la prensa pro-Marcos. Comenzaron a circular noticias no solo sobre la mala gestión del gobierno de Marcos y el hambre y atraso sufridos por el pueblo filipino, sino también sobre la riqueza acumulada por el mandatario y su familia. La oposición aumentó luego de que se publicara un artículo en The Asian Wall Street Journal sobre las supuestas propiedades y negocios turbios que Marcos poseía en Nueva York. A finales de enero de 1985, Lewis M. Simons, corresponsal en Tokio para el San Jose Mercury News inició una investigación sobre los rumores. Simons envió a su editor, Jonathan Krim, un memorándum con información de incesantes especulaciones de "fuga de capitales" en Filipinas en las cuales participaban no solo Marcos, sino su esposa, Imelda y varios de sus colaboradores, funcionarios de su gobierno, y amigos. Simons proporcionó a Krim una lista de nombres, diciéndole que mirara en las inversiones de Filipinas en la Bahía de San Francisco. Krim entregó varias grabaciones y cartas de exiliados filipinos al periodista Pete Carey. Carey participó en la investigación obteniendo datos de parte de personas reacias a entregar información. El escándalo de corrupción, que delató como la élite filipina invertía millones ilegalmente en Estados Unidos, estalló en 25 de junio de 1985. Automáticamente, la débil oposición parlamentaria intentó exigir un impeachment contra Marcos, el cual se vio obligado a organizar una "investigación imparcial", que de todas formas duró muy poco.
Pese a que el descubrimiento de la riqueza oculta de Marcos destruyó su imagen pública en Occidente y el resto del mundo, en Filipinas lo que más dañó su reputación fue el descubrimiento, por archivos de los Estados Unidos, de que no era héroe de la Segunda Guerra Mundial, como el régimen aseguraba, sino que era realmente un desertor. Ante esta acusación, Marcos declaró: "Nuestros adversarios dicen que Marcos no es un guerrillero genuino, que en realidad no lucha. No sé de dónde sacaron esa necedad. Los que están aquí en Tondo luchado a mi favor y que eran parte de mi organización guerrillera, serán los que puedan responder a estas personas, estos individuos locos, especialmente la prensa extranjera que sigue haciendo todas estas preguntas. Pero no es la prensa extranjera. Proviene de los grupos de oposición. Mira estas personas, estas personas que colaboraban con el enemigo cuando estábamos luchando contra el enemigo. Ahora tienen el valor para cuestionar mi historial de guerra." Al decir esto, Marcos se refería al suegro de la candidata presidencial Corazón Aquino, Benigno Aquino I, y al padre del candidato vicepresidencial, Salvador Laurel, José P. Laurel, que eran líderes del KALIBAPI, un partido títere que había gobernado Filipinas durante la ocupación japonesa del país, y que habían sido detenidos y juzgados por traición después de la guerra.  A pesar de las críticas sobre las reclamaciones de Marcos, de acuerdo con la biografía del presidente Fidel Ramos, que dio la espalda a Ferdinand Marcos durante la Revolución del Poder Popular, su padre Narciso Ramos sirvió como uno de los líderes del grupo guerrillero Maharlika fundado por Marcos.

### Llamado a las reformas
Hacia mediados de la década de 1980, el descontento hacia el régimen iba en aumento, especialmente por las malas condiciones de vida de la población, el asesinato de Benigno Aquino, Jr., y la insurgencia comunista de la guerrilla Nuevo Ejército del Pueblo, lo que debilitó las relaciones de la dictadura con los Estados Unidos. El Comité de relaciones exteriores del Senado afirmó que gran parte de la insurgencia se debía al descontento hacia las políticas autoritarias de Marcos, por lo que continuar apoyando a su régimen ya no era económicamente recomendable para el gobierno de los Estados Unidos, declarando: "Los comunistas son ahora capaces de aumentar su números de operadores políticos y los insurgentes armados van en aumento en todas partes del país, mientras que el gobierno de Filipinas ha sido incapaz de poner en práctica un programa de contrainsurgencia lo suficientemente eficaz".
Principalmente procedentes de los Estados Unidos y de una serie de grupos orientado a las causas democráticas, la demanda de reformas en la administración de Marcos fueron los acontecimientos más destacados en 1985. Las presiones para la rectificación del gobierno cayeron en estas tres áreas:
- Restauración del proceso democrático junto con el desarrollo de un código electoral para garantizar elecciones libres y honestas;
- La instauración de una economía de libre mercado y;
- Revigorizar la disciplina en las Fuerzas Armadas para evitar la corrupción y organizar una contrainsurgencia efectiva.

Marcos inicialmente ignoró el llamado a las reformas, generalmente realizando cambios "cosméticos" que aparentaran liberalización económica y política, mientras que sus funcionarios y aliados monopolizaban sectores clave de la economía del país.

### Organización de las elecciones de 1986

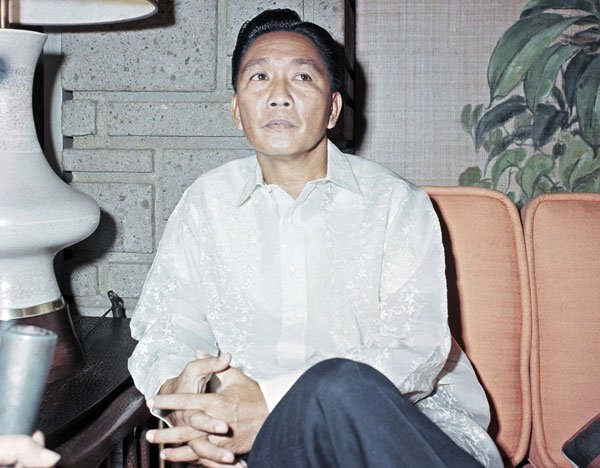
Ferdinand Marcos, dictador de Filipinas desde 1965, decidió adelantar las presidenciales para acallar a la oposición.

El 4 de noviembre de 1985, Sam Donaldson y George Will entrevistaban a Marcos para el programa de asuntos políticos This Week with David Brinkley. Marcos era interrogado sobre sus políticas cuando de pronto, sin previo aviso, anunció un adelanto de las elecciones presidenciales para febrero de 1986, cuando en realidad debían realizarse en 1987, junto con las elecciones vicepresidenciales. Sin embargo, agregó que el parlamento primero tenía que aprobar tal idea, lo cual fue hecho finalmente el 3 de diciembre.
Diez peticiones fueron presentadas ante la Corte Suprema poniendo en duda la legitimidad de la elección, bajo el argumento de que, constitucionalmente, una elección anticipada solo podía llevarse a cabo en caso de la invalidez, destitución o muerte del presidente incumbente. El hecho de que Marcos presentara su renuncia después del 11 de noviembre no creaba una vacancia real del cargo, y el que el parlamento rechazara dicha renuncia significaría que Marcos continuaría siendo presidente durante toda la elección, lo cual parecía estar en conflicto con la constitución filipina. Marcos alegó que el adelanto de las elecciones era un modo de mejorar las relaciones con Estados Unidos, recuperar la imagen de Filipinas en el extranjero, y enclarecer los hechos que rodearon la muerte de Benigno Aquino, Jr.
Tomados por sorpresa por el adelantamiento de las elecciones, los líderes de la oposición debieron buscar una unificación rápida para presentar un único candidato que tuviera posibilidades de ganar. Los dos candidatos potenciales en ese momento eran la viuda de Benigno Aquino, Jr., Corazón Cojuangco (conocida como "Cory Aquino"), y Salvador Laurel. Aquino se mostró inicialmente reacia a presentarse porque no se consideraba capacitada para dirigir el país y porque sentía pánico a la pérdida de la privacidad por entrar en la política, pero acordó con la oposición que, si juntaban un millón de firmas pidiendo su candidatura, se presentaría. Laurel, por el contrario, se consideraba más que capacitado para la presidencia. Tras un acuerdo político con Aquino, se resolvió que esta presentaría su candidatura presidencial, mientras que Laurel se presentaría para vicepresidente y designaría a una gran cantidad de los ministros del gabinete una vez que ganaran.

## Campaña
La campaña comenzó oficialmente el 19 de diciembre de 1985, destinada a finalizar el 5 de febrero de 1986. Durante el período de campaña, Cory Aquino se comprometió a realizar un gobierno democrático que sería exactamente lo contrario al régimen de Marcos. Su lema de campaña fue: "Tama na! Sobra na! Palitan na!" (en español: "Basta ya, es suficiente, es hora de un cambio"), y la bandera de su partido era de color amarillo, lo que propició que sus seguidores utilizaran prendas de esos colores en señal de apoyo. La campaña de Aquino-Laurel se centró en el principio de la moralidad en el liderazgo.
La campaña de Corazón Aquino y Salvador Laurel obtuvo la ayuda de muchos miembros de la iglesia. Uno de ellos sería el arzobispo de Manila, el Cardenal Jaime Sin que emitió una carta pastoral sobre las elecciones anticipadas instando a la gente a no caer en la compra de votos durante las elecciones el 19 de diciembre. El 28 de diciembre, Sin hizo un tratado, "Directrices Cristianas sobre las elecciones", que decía, entre otras cosas: "No vendan su voto. La aceptación de dinero para votar por un candidato (una práctica que no alentamos) no les obliga a votar por ese candidato. Nadie está obligado a cumplir un contrato con el mal". El 5 de febrero, el último día del período de campaña, Sin declaró abiertamente su apoyo a Cory Aquino.
En contraste, la campaña de Marcos se destacó por un mensaje claramente machista, ridiculizando a Aquino por ser mujer y, según Marcos, por "no saber nada". Marcos utilizó términos despectivos, siendo un ejemplo: "el único lugar donde se puede ver a una mujer dando discursos de campaña es en el dormitorio". Entre otras cosas, la campaña de Marcos-Tolentino se centró en la lucha contra la insurgencia comunista. A medida que la campaña electoral continuó, Marcos daba discursos en las principales ciudades al tiempo que Aquino fue capaz de hacer una campaña intensiva y extensiva, incluso yendo a lugares remotos del norte de Filipinas y el sur. La campaña de Aquino concluyó con un multitudinario mitin al que asistieron unas 800.000 personas con prendas del color del partido, generando un "mar de color amarillo".

## Resultados

### Participación
Cerca de 85.000 recintos de votación se abrieron a las siete de la mañana el día de la votación. Cada recinto era vigilado por un Consejo de inspección de la elección (BEI). Sin embargo, estos no vigilaban de manera constante, aumentando la impresión de fraude. También se programó el período de votación para cerrar a las tres de la tarde, pero se amplió para dar paso a las personas que estaban en la fila. El recuento de los votos que siguió en la mayoría de los recintos finalizó aproximadamente a las seis en punto de la tarde.
Los resultados mostraron que un gran número de electores elegibles no votaron. De los 26 millones de votantes registrados, fueron reducidos a sólo 20 millones de votos. Esto mostró una disminución en el porcentaje de los votantes de la elección 1984, en la cual votó el 89% de los votantes registrados, a alrededor de 76% durante la elección anticipada.
| Votantes en las elecciones de 1986 | Votantes en las elecciones de 1986 |
| ---------------------------------- | ---------------------------------- |
| Votantes registrados               | 26.181.829                         |
| Registrados que votaron            | 20.150.160                         |
| Porcentaje de votantes registrados | 76.96%                             |

Un número de electores privados de sus derechos fue evidente durante la elección anticipada.
| Número estimado de votantes privados de sus derechos          | Número estimado de votantes privados de sus derechos |
| ------------------------------------------------------------- | ---------------------------------------------------- |
| Porcentaje de 1984                                            | 89%                                                  |
| Número de votantes de 1986 basándose en el porcentaje de 1984 | 23.422.264                                           |
| Registrados que votaron                                       | 20.150.160                                           |
| Número estimado de votantes privados de sus derechos          | 3.272.104                                            |

### Presidenciales
|             | COMELEC    | COMELEC   | COMELEC | COMELEC | COMELEC    | NAMFREL (parcial; 69% reportado) | NAMFREL (parcial; 69% reportado) | NAMFREL (parcial; 69% reportado) |
|             | Marcos     | Aquino    | Canoy   | Padilla | Total      | Marcos                           | Aquino                           | Total                            |
| Luzón       | 1.394.815  | 1.614.662 | 794     | 10.687  | 3.020.958  | 1.312.592                        | 1.530.678                        | 2.843.270                        |
| Region I    | 1.239.825  | 431.877   | 282     | 3.399   | 1.675.383  | 578.997                          | 282.506                          | 861.503                          |
| Region II   | 856.026    | 139.666   | 111     | 381     | 996.184    | 188.556                          | 105.934                          | 294.490                          |
| Region III  | 1.011.860  | 1.008.157 | 243     | 2.268   | 2.022.528  | 647,318                          | 761.771                          | 1.409.089                        |
| Region IV   | 1.190.804  | 1.425.143 | 336     | 3.831   | 2.620.114  | 757.689                          | 995.238                          | 1.752.927                        |
| Region V    | 433.809    | 761.538   | 258     | 376     | 1.195.981  | 354.784                          | 634.453                          | 989.237                          |
| Region VI   | 902.682    | 777.312   | 386     | 244     | 1680.624   | 582.075                          | 561.177                          | 1.143.252                        |
| Region VII  | 773.604    | 827.912   | 4.012   | 394     | 1.605.922  | 535.363                          | 722.631                          | 1.257.994                        |
| Region VIII | 627.868    | 411.284   | 475     | 213     | 1.039.840  | 527.076                          | 372.179                          | 899.255                          |
| Region IX   | 540.570    | 365.195   | 3.686   | 505     | 909.956    | 234.064                          | 256.819                          | 490.883                          |
| Region X    | 563.547    | 519.841   | 8.244   | 223     | 1.091.855  | 293.799                          | 308.751                          | 602.550                          |
| Region XI   | 609.540    | 662.799   | 13.413  | 773     | 1.286.525  | 353.413                          | 404.124                          | 757.537                          |
| Region XII  | 662.247    | 346.330   | 1.801   | 358     | 1.010.736  | 166.636                          | 222.418                          | 389.054                          |
| Total       | 10.807.197 | 9.291.716 | 34.041  | 23.652  | 20.156.606 | 6.532.362                        | 7.158.679                        | 13.691.041                       |

### Vicepresidenciales
|             | COMELEC    | COMELEC   | COMELEC | COMELEC | NAMFREL   | NAMFREL   | NAMFREL |
|             | Tolentino  | Laurel    | Kalaw   | Arienda | Tolentino | Laurel    | Kalaw   |
| Luzón       | 1.411.863  | 1.366.162 | 219.763 | -       | 1.323.201 | 1.288.285 | 231.318 |
| Region I    | 1.173.312  | 394.255   | 96.257  | -       | 552.624   | 246.681   | 67.111  |
| Region II   | 825.886    | 150.538   | 8.111   | -       | 176.739   | 102.537   | 3.879   |
| Region III  | 984.045    | 920.095   | 104.957 | -       | 664.601   | 741.294   | 91.386  |
| Region IV   | 853.600    | 1.691.011 | 58.524  | -       | 504.364   | 1.221.014 | 44.349  |
| Region V    | 388.961    | 774.336   | 25.654  | -       | 328.526   | 653.025   | 23.772  |
| Region VI   | 814.910    | 783.183   | 56.910  | -       | 542.428   | 573.447   | 44.362  |
| Region VII  | 790.432    | 799.565   | 7.571   | -       | 552.760   | 694.377   | 7.296   |
| Region VIII | 606.648    | 403.660   | 21.931  | -       | 506.552   | 377.735   | 22.243  |
| Region IX   | 531.457    | 359.502   | 5.192   | -       | 233.765   | 252.371   | 4.843   |
| Region X    | 552.528    | 519.502   | 7.451   | -       | 397.572   | 421.107   | 7.543   |
| Region XI   | 599.462    | 635.701   | 37.640  | -       | 422.444   | 464.813   | 33.565  |
| Region XII  | 601.020    | 375.595   | 12.224  | -       | 179.717   | 213.239   | 7.922   |
| Total       | 10.134.124 | 9.173.105 | 662.185 | 35.974  | 6.385.293 | 7.249.925 | 589.589 |

## Consecuencias

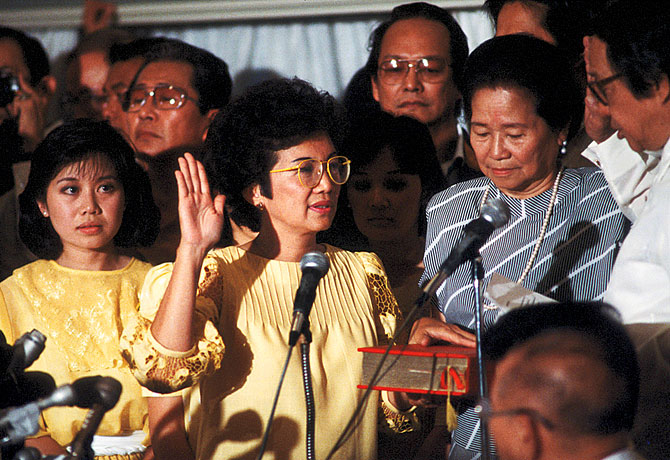
Corazón Aquino es juramentada como Presidenta de Filipinas, 25 de febrero de 1986.

Tras el anuncio de la nueva victoria de Marcos, los resultados generaron la creencia popular de que la votación fue manipulada y fue considerada un fraude electoral. Durante los siguientes días la violencia postelectoral fue en aumento, mientras la oposición y el gobierno discutían en profundos debates sobre estas elecciones. Después de realizarse diversas investigaciones, se comprobaron casos de compra de votos, intimidación a electores, relleno de urnas y la privación de derecho a sufragio a más de tres millones de votantes, llegándose a la conclusión de que la elección no fue, ni mucho menos, libre y justa.
Un día después de las elecciones anticipadas, Cory Aquino estaba tomando la delantera según el recuento parcial del NAMFREL, pero esta victoria fue de corta duración cuando Marcos comenzó a dirigir su recuento. Hubo un sinnúmero de protestas y manifestaciones callejeras diarias alimentadas por el conteo del gobierno y el anuncio de que Marcos había ganado las elecciones. El 9 de febrero, Linda Kapunan convenció a 30 técnicos informáticos que estaban manejando máquinas de tabulación de la COMELEC a salir de sus puestos de trabajo y unirse a las protestas, que estaban acusando a la administración actual de manipulación de los resultados. Los manifestantes encontraron la seguridad en la iglesia Baclaran. Este fue una de los primeras "chispas" de la Revolución del Poder del Pueblo, el principio del fin del largo régimen de Marcos.
El 19 de febrero, el Congreso de los Estados Unidos votó por unanimidad desconocer los resultados de la elección y tratarlos como fraude electoral. Diplomáticos de Austria, Suiza, Irlanda, Noruega, Finlandia, Suecia, Japón, el Reino Unido, Italia, Dinamarca y las dos Alemanias instaron a Marcos a renunciar, suspendiendo cualquier relación económica con Filipinas "mientras Marcos permaneciera en la presidencia", y reconociendo a Corazón Aquino como única presidenta legítima del país. A medida que esto ocurría, en el país varios ministros de Marcos (como el ministro de Defensa Juan Ponce Enrile), dimitieron de sus cargos, y unos días más tarde los militares le retiraron su apoyo.
Mientras, en Filipinas, las manifestaciones contra el régimen continuaron. La mayoría de las protestas se realizaron en un largo tramo de la Avenida Epifanio de los Santos, ubicada en la zona metropolitana de Manila, dicha avenida es conocida popularmente por el acrónimo de EDSA, desde el 22 de febrero y en las mismas participaron más de dos millones de civiles filipinos y varios grupos políticos, militares y religiosos liderados por el cardenal Jaime Sin, arzobispo de Manila. Las protestas culminaron el 25 de febrero con la partida del dictador y su familia del Palacio de Malacañán hacia Hawái, luego de que los Militares le comunicaran a Aquino que contaba con su apoyo en caso de que Marcos no renunciara voluntariamente. Corazón Aquino fue proclamada como la legítima presidente de Filipinas luego de la revolución.